# Negroroncus silvicola
Negroroncus silvicola es una especie de arácnido del orden Pseudoscorpionida de la familia Ideoroncidae.

## Distribución geográfica
Se encuentra en Kenia.